# ニューヨーク9番街57丁目
『ニューヨーク9番街57丁目』（原題：57th & 9th）は、イギリス人ミュージシャン、スティングが2016年に発表した、ソロ名義では12作目のスタジオ・アルバム。

## 背景
2000年代後半以降のスティングは、クラシック音楽から影響を受けた作品や劇伴音楽のリリースが続いており、本作は『セイクレッド・ラヴ』（2003年）以来13年ぶりに、ロック/ポップス・フィールドの作品となった。本作の制作は、まずドミニク・ミラーやヴィニー・カリウタ等、気心の知れたミュージシャンとセッションを行い、そこで生まれたアイデアを元に曲を作るというプロセスで行われ、スティング自身は「短期間でアルバムを作るというアイデアだったんだ。準備なくして、長くても三ヶ月でと思っていた。それで実際にそうしてみたんだ」と説明している。アルバム・タイトルは、スティングが自宅から仕事場まで歩く途中の交差点に由来している。
「アイ・キャント・ストップ・シンキング・アバウト・ユー」にはザ・ラスト・バンドレーロスのメンバー3人がバッキング・ボーカルで参加し、同バンドのメンバーのうちジェリー・フエンテスは、「50,000」のバッキング・ボーカル、「ジ・エンプティ・チェア」のギターにも貢献した。「50,000」は、本作の制作前にプリンス、デヴィッド・ボウイ、グレン・フライ、レミー・キルミスターといったミュージシャンが死去したことによる喪失感にインスパイアされた曲である。「ジ・エンプティ・チェア」は、2014年にISISにより殺害されたアメリカ人ジャーナリスト、ジェームズ・フォーリーに捧げられた曲で、作曲を担当したJ・ラルフからの依頼によりスティングが作詞し、ドキュメンタリー映画『Jim: The James Foley Story』のエンドクレジットに使用された。

## リリース
通常盤は10曲入りだが、デラックス・エディション盤にはボーナス・トラック3曲および、スティング自身によるライナーノーツが追加された。そのうち「ネクスト・トゥ・ユー」はポリス時代の楽曲の再演で、ザ・ラスト・バンドレーロスとの共演によるライブ録音である。ただし、日本では通常盤(UICA-1067)、DVDが付属した限定盤(UICA-1068)ともに、デラックス・エディション盤に準じた内容となっている。また、スティングの日本公演に先がけて2017年5月24日に発売された「ジャパン・ツアー・エディション」(UICA-9036)には、2016年11月のバタクラン公演におけるライブ音源6曲も追加され、19曲入りとなった。

## 反響
全英アルバムチャートでは7週トップ100入りし、最高15位を記録した。アメリカでは2016年12月3日付のBillboard 200で初登場9位となり、6週にわたりトップ200入りした。一方、ドイツでは2016年11月16日付のアルバム・チャートで初登場3位を記録し、14週にわたりトップ100入りするヒットとなった。

## 評価
「ジ・エンプティ・チェア」は、第89回アカデミー賞で歌曲賞にノミネートされた。
Nenad GeorgievskiはAll About Jazzにおいて5点満点中4点を付け「最も重要な特色は、ソングライティングが卓越していることだ」と評している。Stephen Thomas Erlewineはオールミュージックにおいて5点満点中4点を付け「壮大なコンセプトも、統一的な美学もなく、単にポップ・ソングを集めただけである。とはいえ、それは必ずしも悪いことではない。スティングはしばしば、作曲家としては過小評価されてきたが、本作で届けられた10曲は、実に良くできており魅力的である」と評している。また、大鷹俊一は『bounce』誌2016年12月号において「ぶっといドラムス&ギターがリードする冒頭曲を聴き、ポリスの再結成ツアーを思い出した」「ロックはもちろん、ジャズやクラシック音楽、トラッドほか、さまざまなスタイルに挑戦して成功を収め、〈もうやることはないんじゃないの!?〉とも思える彼が、みずからの音楽的な欲望に忠実になったこの新作は、集大成と呼ぶに相応しい奥深い一枚だ」と評している。

## 収録曲
特記なき楽曲はスティング作。
1. アイ・キャント・ストップ・シンキング・アバウト・ユー - "I Can't Stop Thinking About You" - 3:31
2. 50,000 - "50,000" (Sting, Dominic Miller、Lyle Workman、Josh Freese) - 4:17
3. ダウン、ダウン、ダウン - "Down, Down, Down" (Sting, D. Miller, Vinnie Colaiuta) - 3:48
4. ワン・ファイン・デイ - "One Fine Day" (Sting, D. Miller, L. Workman, J. Freese) - 3:13
5. プリティ・ヤング・ソルジャー - "Pretty Young Soldier" (Sting, D. Miller, L. Workman, J. Freese) - 3:06
6. ペトロール・ヘッド - "Petrol Head" (Sting, D. Miller, L. Workman, J. Freese) - 3:32
7. ヘディング・サウス・オン・ザ・グレート・ノース・ロード - "Heading South on the Great North Road" - 3:18
8. イフ・ユー・キャント・ラヴ・ミー - "If You Can't Love Me" (Sting, D. Miller, V. Colaiuta) - 4:34
9. インシャラ - "Inshallah" - 4:56
10. ジ・エンプティ・チェア - "The Empty Chair" (Sting, J. Ralph) - 2:49

### ボーナス・トラック
1. アイ・キャント・ストップ・シンキング・アバウト・ユー（LAヴァージョン） - "I Can't Stop Thinking About You (LA Version)" - 3:38
2. インシャラ（ベルリン・セッションズ・ヴァージョン） - "Inshallah (Berlin Sessions Version)" - 4:58
3. ネクスト・トゥ・ユーwithザ・ラスト・バンドレーロス（ライヴ・アット・ロックウッド・ミュージック・ホール） - "Next to You with the Last Bandoleros (Live at Rockwood Music Hall)" - 2:56

### ジャパン・ツアー・エディション限定ボーナス・トラック
1. フラジャイル - "Fragile (Live at the Bataclan)" - 4:11
2. 孤独のメッセージ - "Message in a Bottle (Live at the Bataclan)" - 5:48
3. アイ・キャント・ストップ・シンキング・アバウト・ユー - "I Can't Stop Thinking About You (Live at the Bataclan)" - 3:46
4. ワン・ファイン・デイ - "One Fine Day (Live at the Bataclan)" (Sting, D. Miller, L. Workman, J. Freese) - 3:13
5. イングリッシュマン・イン・ニューヨーク - " Englishman in New York (Live at the Bataclan) " - 5:15
6. 見つめていたい - " Every Breath You Take (Live at the Bataclan) " - 5:30

### 日本限定盤(UICA-1068)ボーナスDVD
1. インタビュー&トラック・バイ・トラック - "Interview & Track by Track"
2. ネクスト・トゥ・ユーwithザ・ラスト・バンドレーロス - ライヴ・アット・ロックウッド・ミュージック・ホール - "Next to You with the Last Bandoleros (Live at Rockwood Music Hall)"

## 参加ミュージシャン
- スティング - ボーカル(all songs)、ベース(on #1, #2, #3, #4, #5, #6, #8, #9)、ピアノ(on #4)、ギター(on #7, #9, #10)、パーカッション(on #9)
- マーティン・キーゼンバウム（英語版） - オルガン(on #1, #2, #3, #4, #5, #8)、ピアノ(on #4)、メロトロン(on #5)、キーボード(on #9)
- ロブ・マテス - ピアノ(on #8)
- ドミニク・ミラー - ギター(#10を除く全曲)、12弦ギター(on #3)、シェイカー(on #9)
- ライル・ワークマン - ギター(on #2, #4, #5, #6)
- ジェリー・フエンテス - ギター(on #10)、バッキング・ボーカル(on #1, #2)
- ヴィニー・カリウタ - ドラムス(on #1, #3, #8, #9)
- ジョシュ・フリース（英語版） - ドラムス(on #2, #4, #5, #6)
- ラニ・クリジャ - パーカッション(on #1, #3, #8, #9)
- デレク・ジェイムズ、ディエゴ・ナバイラ - バッキング・ボーカル(on #1)